# Вихід нейтронів на одне поглинання
Вихід нейтронів на одне поглинання η — середня кількість нейтронів, що утворюються під час поглинання нейтрона атомом ядерного палива з подальшим його поділом в ході ланцюгової ядерної реакції.
В ядерне паливо крім подільних речовин вводять речовини-розріджувачі. Вони покращують механічні властивості та радіаційну стійкість ядерного палива, що, в свою чергу, підвищує вигоряння ядерного палива за кампанію. Всі нейтрони, поглинені в ядерному паливі, поділяють на дві групи. Одна з них викликає поділ ядер, інша витрачається на радіаційне захоплення в урані й у всіх інших компонентах ядерного палива.
Кожен нейтрон, який ділить 235U, породжує νf нейтронів поділу. Якщо позначити αя.п частку всіх нейтронів, захоплених ядерним паливом з поділом, то середнє число нейтронів поділу на один поглинений нейтрон в ядерному паливі (вихід нейтронів на одне поглинання) буде таким:
η=αя.тνf
Загальне число нейтронів, що поглинаються в одиниці об'єму палива за 1 с, дорівнює (ΣUa+ΣPa)φ, з них викликають поділ Σfφ нейтронів. Отже,
αя.т=Σf / (ΣUa+ΣPa), де
ΣUa — макроскопічний переріз поглинання урану;
ΣPa — макроскопічний переріз поглинання розріджувача;
Σf — макроскопічний переріз поділу урану.
Для збільшення виходу нейтронів на одне поглинання використовують збагачений уран, який розбавляють матеріалами з невеликим перерізом радіаційного захоплення. Останнє набуває особливої важливості в реакторах-розмножувачах, оскільки коефіцієнт відтворення залежить не тільки від збагачення урану, але й від поглинання нейтронів у розріджувачі.